# 南田温泉
南田温泉（みなみだおんせん）は、青森県平川市にある温泉。

## 泉質
- 塩化物泉
- 源泉温度52℃

## 温泉街
弘南鉄道平賀駅から徒歩10分と立地はいいが、周辺は集落や水田である。「ホテルアップルランド」という宿泊施設が1軒ある。旧平賀町に位置するため、平賀温泉郷にも属する。

## 歴史
温泉開発は1971年（昭和46年）。りんご移出商をしていた社長が従業員の厚生及び地域振興のため温泉を掘削した。

## アクセス
- 鉄道 : 弘南鉄道平賀駅より徒歩10分。

## その他
- 最近では、｢入浴付日帰りランチパック｣などのパックも販売している。
- 1980年代頃までは、屋外レジャープールも併設されていた。なお、現在プール跡地には｢マルジンサンアップル｣の事務所倉庫が建っている。[要出典]